# Krajewice
Krajewice (prononciation : [krajɛˈvit͡sɛ]) est un village polonais de la gmina de Gostyń dans le powiat de Gostyń de la voïvodie de Grande-Pologne dans le centre-ouest de la Pologne.
Il se situe à environ 5 kilomètres au sud de Gostyń (siège de la gmina et du powiat) et à 63 kilomètres au sud de Poznań (capitale régionale).
Le village possède une population de 547 habitants en 2015.

## Histoire
De 1975 à 1998, le village faisait partie du territoire de la voïvodie de Leszno.

Depuis 1999, Krajewice est situé dans la voïvodie de Grande-Pologne.